# Albert B. Cummins
Albert B. Cummins (Greene megye, 1850. február 15. – Des Moines, 1926. július 30.) az Amerikai Egyesült Államok szenátora (Iowa, 1908–1926).